# Malaysian Open 2016
BMW Malaysian Open 2016 byl tenisový turnaj pořádaný jako součást ženského okruhu WTA Tour, který se hrál v Royal Selangor Golf Clubu na otevřených dvorcích s tvrdým povrchem DecoTurf. Konal se mezi 29. únorem až 6. březnem 2016 v malajsijském hlavním městě Kuala Lumpur jako sedmý ročník turnaje.
Turnaj s rozpočtem 250 000 dolarů patřil do kategorie WTA International Tournaments. Nejvýše nasazenou hráčkou ve dvouhře se stala italská světová desítka Roberta Vinciová, kterou v úvodním kole vyřadila Tchajwanka Čang Kchaj-čen. Jako poslední přímá účastnice do dvouhry nastoupila 144. slovenská hráčka žebříčku Kristína Kučová, jež postoupila do čtvrtfinále.
Čtvrtý singlový titul kariéry získala Ukrajinka Elina Svitolinová. Premiérovou trofej na okruhu WTA Tour vybojoval thajsko-čínský pár Varatčaja Vongteančajová a Jang Čao-süan, který ovládl deblovou soutěž.

## Distribuce bodů a finančních odměn

### Distribuce bodů
| Soutěž  | vítězky | finalistky | semifinalistky | čtvrtfinalistky | 16 v kole | 32 v kole | Q  | Q3 | Q2 | Q1 |
| ------- | ------- | ---------- | -------------- | --------------- | --------- | --------- | -- | -- | -- | -- |
| dvouhra | 280     | 180        | 110            | 60              | 30        | 1         | 18 | 14 | 10 | 1  |
| čtyřhra | 280     | 180        | 110            | 60              | 1         | —         | —  | —  | —  | —  |

### Finanční odměny
| dvouhra                               | $43 000 | $21 400 | $11 500 | $6 175 | $3 400 | $2 100 | $1 020 | $600 |
| čtyřhra                               | $12 300 | $6 400  | $3 435  | $1 820 | $960   | —      | —      | —    |
| částky ve čtyřhře jsou uváděny na pár |         |         |         |        |        |        |        |      |

## Ženská dvouhra

### Nasazení
| Stát                          | Hráčka              | WTA | Nasazení |
| ----------------------------- | ------------------- | --- | -------- |
| Itálie                        | Roberta Vinciová    | 10. | 1.       |
| Ukrajina                      | Elina Svitolinová   | 18. | 2.       |
| Německo                       | Sabine Lisická      | 31. | 3.       |
| Německo                       | Annika Becková      | 40. | 4.       |
| Japonsko                      | Nao Hibinová        | 60. | 5.       |
| Kanada                        | Eugenie Bouchardová | 61. | 6.       |
| Čínská Tchaj-pej              | Sie Šu-wej          | 65. | 7.       |
| Čína                          | Čeng Saj-saj        | 72. | 8.       |
| Žebříček WTA k 22. únoru 2016 |                     |     |          |

### Jiné formy účasti
Následující hráčky obdržely divokou kartu do hlavní soutěže:
- Sabine Lisická
- Elina Svitolinová
- Roberta Vinciová
- Čang Ling

Následující hráčky postoupily z kvalifikace:
- Miju Katová
- Barbora Krejčíková
- Luksika Kumkhumová
- Risa Ozakiová
- Jang Čao-süan
- Ču Lin

### Odhlášení
před zahájením turnaje
- Alison Riskeová → nahradila ji Čang Kchaj-čen
- Anastasija Sevastovová → nahradila ji Jana Čepelová
- Ajla Tomljanovićová → nahradila ji Wang Ja-fan

## Ženská čtyřhra

### Nasazení
| Stát                                                                      | Hráčka             | Stát  | Hráčka             | WTA  | Nasazení |
| ------------------------------------------------------------------------- | ------------------ | ----- | ------------------ | ---- | -------- |
| Čína                                                                      | Liang Čchen        | Čína  | Wang Ja-fan        | 87.  | 1.       |
| Chorvatsko                                                                | Darija Juraková    | USA   | Nicole Melicharová | 113. | 2.       |
| Čínská Tchaj-pej                                                          | Čan Ťin-wej        | Česko | Barbora Krejčíková | 143. | 3.       |
| Rusko                                                                     | Marina Melnikovová | Rusko | Alexandra Panovová | 151. | 4.       |
| Žebříček WTA k 22. únoru 2016; číslo je součtem umístění obou členek páru |                    |       |                    |      |          |

### Jiné formy účasti
Následující páry obdržely divokou kartu do hlavní soutěže:
- Nao Hibinová /  Čang Ling
- Liou Fang-čou /  Jawairiah Noordinová

## Přehled finále

### Ženská dvouhra
- Elina Svitolinová  vs.  Eugenie Bouchardová, 6–7(5–7), 6–4, 7–5

### Ženská čtyřhra
- Varatčaja Vongteančajová /  Jang Čao-süan vs.  Liang Čchen /  Wang Ja-fan, 4–6, 6–4, [10–7]